# Agarista organensis
Agarista organensis är en ljungväxtart som först beskrevs av George Gardner, och fick sitt nu gällande namn av J. D. Hooker och Niedenzu. Agarista organensis ingår i släktet Agarista och familjen ljungväxter. Inga underarter finns listade i Catalogue of Life.